# Lorestan
Lorestan, Lurestan, Lorestān (pers. ‏استان لرستان‎) – ostan w zachodnim Iranie. Stolicą jest Chorramabad.

## Geografia
Lorestan położony jest w zachodnim Iranie w obrębie czwartego regionu administracyjnego. Od północnego zachodu graniczy z Kermanszahem, od północy z Hamadanem, od północnego wschodu z Markazi, od wschodu i południowego wschodu z Isfahanem, od południa z Chuzestanem, a od zachodu z Ilamem. Zajmuje powierzchnię 28 284 km².
Klimat Lorestanu jest zróżnicowany. Północne obszary są zimami pokryte śniegiem, podczas gdy południowe doświadczają umiarkowanej, deszczowej pogody, a zachodnie tereny cechują wyższe opady niż wschodnie. Pod tym względem ostan ten podzielić można na trzy strefy: chłodny obszar górzysty z silnymi opadami śniegu i okresem mrozów trwającym co najmniej 70 dni w roku, umiarkowany obszar w środkowej części ostanu z zimowymi opadami w postaci głównie deszczu oraz południowy, ciepły, nisko położony, obszar, który charakteryzują ciepłe wiatry i gorące lata. Średnie opady roczne w Lorestanie kształtują się na poziomie między 400, a 450 mm.
Do większych miejscowości położonych na terenie tego ostanu należą: stołeczny Chorramabad, Borudżerd, Kuhdaszt, Dorud, Aligudarz, Nurabad, Firuzabad, Azna, Alesztar, Razan i Pol-e Dochtar..

## Gospodarka
W ostanie uprawia się zboże oraz owoce cytrusowe. W regionie rozwinął się przemysł chemiczny oraz włókienniczy.

## Demografia
Według spisu ludności z 2006 roku Lorestan zamieszkiwało 1 716 527 osób. Spis ludności z 2011 roku podaje 1 754 243 mieszkańców, co stanowi 2,33% populacji Iranu. Wśród tych osób 883 693 stanowili mężczyźni, a 870 550 kobiety. 71,1% stanowiła ludność w wieku 15–64 lat, 23,5% w wieku do lat 14, a 5,5% w wieku lat 65 i starsi.